# Britse shilling

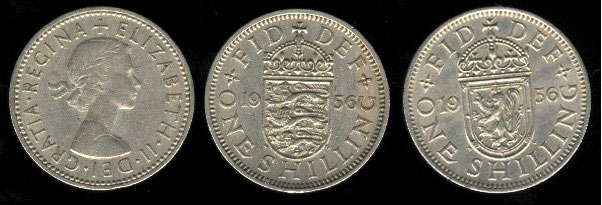
Britse shillingen uit 1956

De shilling was tot 1970 een rekeneenheid in Groot-Brittannië en Ierland. De waarde was het twintigste deel van een pond.
Deze situatie is vergelijkbaar met de stuiver die in Nederland in het begin van de 19e eeuw nog een rekeneenheid was.
Met de invoering van het decimale stelsel werd de shilling afgeschaft. Er werden nieuwe muntstukken geslagen die even groot waren als de munten met het opschrift one shilling en two shillings, maar met het opschrift 5 new pence en 10 new pence. De oude munten bleven geldig.

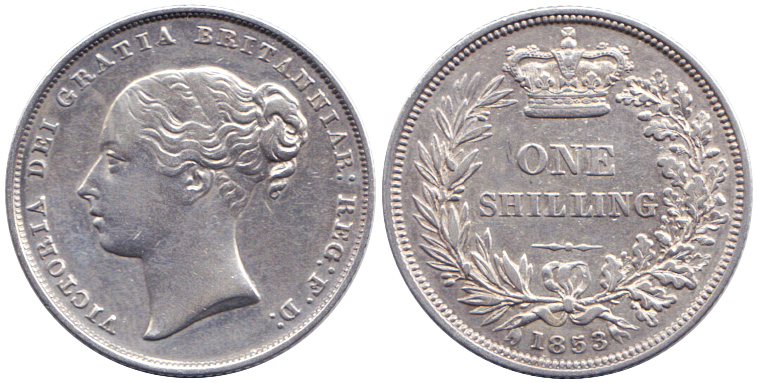
Shilling 1853, Groot-Brittannië, koningin Victoria. Zilver 925.

In tegenstelling tot het woord stuiver is het woord shilling in de volksmond niet gebleven als naam voor het muntstuk. Het nieuwe muntstuk wordt five penny piece genoemd.
In 1990 zijn nieuwe, kleinere muntstukken in roulatie gekomen. De oude shillingen zijn met de invoering van deze muntstukken geleidelijk uit het betalingsverkeer verdwenen.

## Trivia
De letter s waarmee de shilling werd aangeduid stond niet voor het Britse woord shilling, maar voor het Latijnse woord solidus.